# گرند فوند
گرند فوند (به فرانسوی: Grand Fond) یک منطقهٔ مسکونی در فرانسه است که در سن بارتلمی واقع شده‌است.